# Bóng bàn tại Đại hội Thể thao châu Á 1974
Bóng bàn được tổ chức tại Đại hội Thể thao châu Á 1974 ở Tehran, Iran từ 8 tháng 9 đến 15 tháng 9 năm 1974. Nội dung thi bóng bàn gồm đội, đôi và đơn dành cho nam và nữ, cũng như đôi hỗn hợp.

## Tổng kết huy chương

### Bảng huy chương
| 1    | Trung Quốc (CHN)        | 6 | 1 | 2 | 9  |
| 2    | Nhật Bản (JPN)          | 1 | 3 | 2 | 6  |
| 3    | Hàn Quốc (KOR)          | 0 | 3 | 0 | 3  |
| 4    | CHDCND Triều Tiên (PRK) | 0 | 0 | 3 | 3  |
| Tổng | Tổng                    | 7 | 7 | 7 | 21 |

### Huy chương giành được
| Nội dung    | Vàng                                                                                 | Bạc                                                                                               | Đồng                                                                         |
| ----------- | ------------------------------------------------------------------------------------ | ------------------------------------------------------------------------------------------------- | ---------------------------------------------------------------------------- |
| Đơn nam     | Liang Geliang · Trung Quốc                                                           | Mitsuru Kono · Nhật Bản                                                                           | Yun Chol · CHDCND Triều Tiên                                                 |
| Đôi nam     | Nhật Bản (JPN) · Nobuhiko Hasegawa · Mitsuru Kono                                    | Trung Quốc (CHN) · Li Zhenshi · Liang Geliang                                                     | Trung Quốc (CHN) · Xi Enting · Xu Shaofa                                     |
| Đội nam     | Trung Quốc (CHN) · Li Zhenshi · Liang Geliang · Xi Enting · Xu Shaofa · Zeng Boxiong | Nhật Bản (JPN) · Nobuhiko Hasegawa · Mitsuru Kono · Kenji Koyama · Masayuki Kuze · Takashi Tamura | CHDCND Triều Tiên (PRK) · Jo Yong-Ho · Kong Jae-Gyu · O Sung-Sam · Yun Chol  |
| Đơn nữ      | Zhang Li · Trung Quốc                                                                | Chung Hyun-Sook · Hàn Quốc                                                                        | Hu Yulan · Trung Quốc                                                        |
| Đôi nữ      | Trung Quốc (CHN) · Zhang Li · Zheng Huaiying                                         | Nhật Bản (JPN) · Tomie Edano · Yukie Ozeki                                                        | CHDCND Triều Tiên (PRK) · Kim Chang-Ae · Pak Yung-Sun                        |
| Đội nữ      | Trung Quốc (CHN) · Hu Yulan · Huang Xiping · Zhang Li · Zheng Huaiying               | Hàn Quốc (KOR) · Chung Hyun-Sook · Kim Jin-Hi · Kim Soon-Ok · Lee Ailesa                          | Nhật Bản (JPN) · Tomie Edano · Yukie Ozeki · Fumiko Shinpo · Shoko Takahashi |
| Đôi hỗn hợp | Trung Quốc (CHN) · Liang Geliang · Zheng Huaiying                                    | Hàn Quốc (KOR) · Kang Moon-Soo · Kim Soon-Ok                                                      | Nhật Bản (JPN) · Mitsuru Kono · Tomie Edano                                  |